# Grüne Schweiz
GRÜNE Schweiz (zuvor Grüne Partei der Schweiz (GPS), kurz GRÜNE; französisch les VERT-E-S suisses, italienisch I VERDI, rätoromanisch VERDA) ist eine grünpolitische Partei in der Schweiz. Sie ist Mitglied der Europäischen Grünen Partei. Die Jungen Grünen bilden die gesamtschweizerische Jungpartei.

## Kantonalparteien
Bei den Grünen haben die Kantonalparteien ein grosses Gewicht. Entsprechend gibt es in den Kantonen zum Teil mehrere Parteien, die allesamt der Grünen Partei der Schweiz angehören.
- Aargau: Grüne Aargau
- Appenzell Ausserrhoden: Grünes Appenzellerland (GRAL)[4]
- Basel-Stadt: Grüne Partei Basel-Stadt und Basels starke Alternative (BastA!)
- Basel-Landschaft: Grüne Baselland
- Bern: Grüne Kanton Bern und Grün alternative Partei
- Freiburg: Les Verts fribourgeois/Grüne Freiburg
- Genf: Les Verts – Parti écologiste genevois
- Glarus: Grüne Kanton Glarus
- Graubünden: Grüne Graubünden
- Jura: Verts jurassiens
- Luzern: Grüne Kanton Luzern[5]
- Neuenburg: Les Verts
- Nidwalden: Grüne Nidwalden (bis Ende 2008 Demokratisches Nidwalden)[6]
- Solothurn: Grüne Kanton Solothurn
- St. Gallen: Grüne Kanton St. Gallen
- Schaffhausen: Grüne Partei Schaffhausen (bis 2017 unter dem Namen Ökoliberale Bewegung Schaffhausen – ÖBS)
- Schwyz: Grüne Schwyz (neu gegründet 21. Juni 2007, Vorgänger: Kritisches Forum Schwyz, aufgelöst 1999)
- Thurgau: Grüne Partei Thurgau
- Tessin: Verdi del Ticino
- Uri: Grüne Uri
- Waadt: Les Verts – Mouvement écologiste vaudois
- Wallis: Parti écologiste valaisan
- Zug: Alternative – die Grünen Zug
- Zürich: Grüne Kanton Zürich

Im Kanton Appenzell Innerrhoden – wo es generell kaum Parteien oder Fraktionen gibt – existiert keine eigene Grüne Partei. Die am 5. Dezember 2008 gegründete Sektion Grüne Obwalden wurde per Ende des Jahres 2009 aufgelöst.

## Position

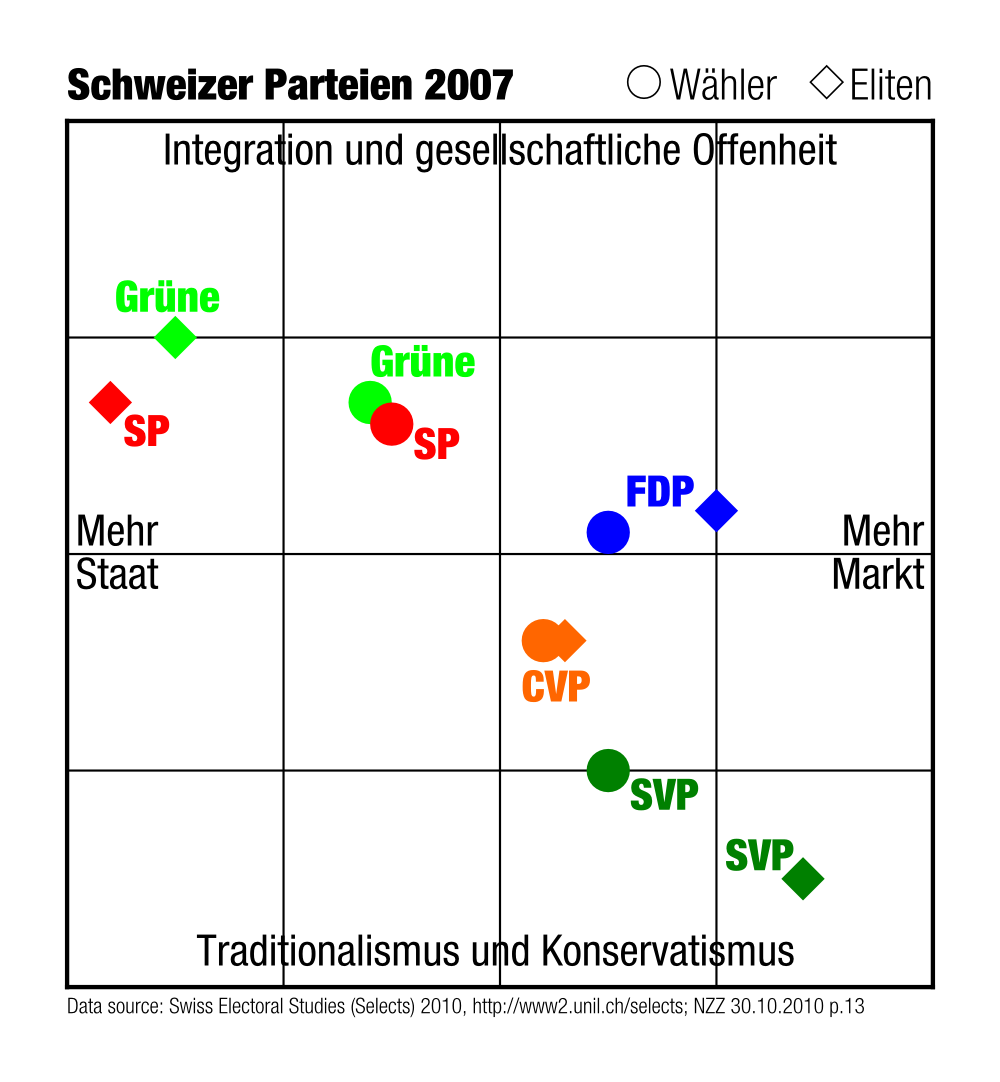
Die Position der Grünen Partei im politischen Spektrum der Schweiz (2007)

Traditioneller Schwerpunkt der grünen Politik ist die Umwelt- und Verkehrspolitik, daneben sind die Grünen aber auch in allen anderen Gebieten der Schweizer Politik aktiv. In der Aussen- und Sicherheitspolitik verfolgen die Grünen einen weltoffenen und pazifistischen Kurs, in der Sozial- und Wirtschaftspolitik vertreten sie, von einer sozialen Grundhaltung ausgehend, ein relativ breites Spektrum links der Mitte.
Einen Beitritt zur Europäischen Union unterstützen die Grünen mehrheitlich, ohne von der EU begeistert zu sein. Eine starke Minderheit lehnt den Beitritt aber ab. In Ausländerfragen fordern die Grünen eine offensive Integrationspolitik und eine erleichterte Einbürgerung, insbesondere für junge ausländische Menschen. Die Grünen befürworten eine Erhöhung der Energiepreise. Der daraus entstehende Ertrag soll zur Finanzierung der Sozialversicherungen benutzt werden.
Eine Untersuchung im Rahmen der Swiss electoral studies der Universität Lausanne ergab, dass sich die grünen Kandidierenden stark für «mehr Staat» (gegen «mehr Markt») sowie für «Integration und gesellschaftliche Offenheit» (gegen «Tradition und Konservativismus») einsetzten. Nach einer Auswertung des Geographischen Instituts der Universität Zürich war das Abstimmungsverhalten der grünen Parlamentsmitglieder in der Legislatur 2007 bis 2011 konservativ und links. Bei smartvote sind die grünen Kandidierenden im Allgemeinen klar links und auf der Liberal-Konservativ-Achse gemässigt liberal.
Vor den Parlamentswahlen 2019 forderten die Grünen die Verabschiedung eines CO2-Gesetzes mit dem Ziel, den CO2-Ausstoss im Inland bis 2030 um 60 Prozent zu reduzieren. Bis 2050 soll der CO2-Ausstoss auf Null sinken. Weitere Forderungen waren ein verbindlicher Plan zum Ausstieg aus der Kernenergie, eine Stärkung der sozialen Sicherungsnetze und eine bessere Vereinbarkeit von Beruf und Familie.
Die Grünen setzen sich für die Einführung der gleichgeschlechtlichen Ehe ein.

## Vertretung in Parlamenten und Exekutiven

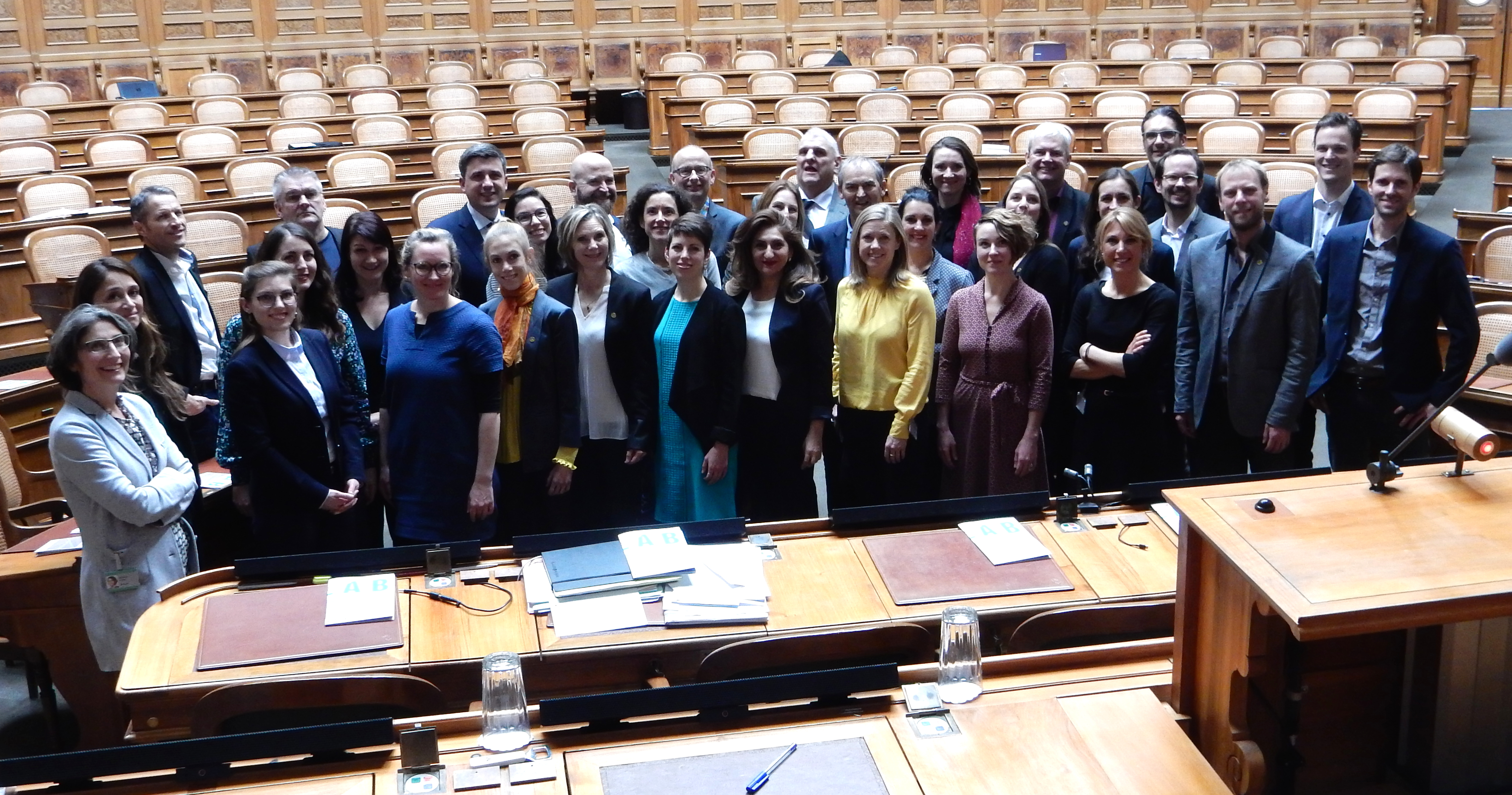
Die Grüne Fraktion nach den Parlamentswahlen 2019

Parteistärke der Grünen bei den Nationalratswahlen 2019

### National- und Ständerat
Die GRÜNEN Schweiz ist die weitaus stärkste Partei, die nicht im Bundesrat vertreten ist. Bei den Parlamentswahlen 2015 verzeichneten die Grünen einen Wähleranteil von 7,1 %. Damit besetzte die Grüne Fraktion 11 von 200 Sitzen im Nationalrat, was einen Verlust von vier Sitzen verglichen mit 2011 bedeutete, sowie 1 von 46 Sitzen im Ständerat (Kanton Genf).
Seit 1999 forderten die Grünen immer wieder einen Sitz im Bundesrat, und zwar in einer Mitte-links-Koalition unter Ausschluss der SVP, allerdings bisher erfolglos. Die erste Bundesratskandidatur der Grünen erfolgte indes bereits 1987, als Leni Robert versuchte, den frei gewordenen SVP-Sitz von Leon Schlumpf zu übernehmen. Bei der Bundesratswahl 2000 kandidierte mit Cécile Bühlmann erstmals eine Sprengkandidatin.
Nach den Parlamentswahlen 2019 – bei denen die Grünen mit 13,2 % ihr bislang bestes Ergebnis erzielten – entschied die Grüne Fraktion, für die Bundesratswahl 2019 die Parteipräsidentin Regula Rytz als Kandidatin aufzustellen. Ritz wurde nicht gewählt. Bei den Parlamentswahlen 2023 sank der Wähleranteil der Grünen auf 9,8 %., womit sie wieder nur noch fünftgrösste Partei waren. Trotzdem traten sie bei der Bundesratswahl 2023 mit dem Freiburger Nationalrat Gerhard Andrey als Sprengkandidat gegen einen der beiden FDP-Sitze an. Er war jedoch sowohl bei der Wahl von Ignazio Cassis wie auch von Karin Keller-Sutter chancenlos.

### Kantons- und Stadtregierungen
In den Kantonen Solothurn, Basel-Landschaft, Bern, Waadt, Genf und Zürich sind die Grünen mit je einem Mitglied in der Regierung vertreten. In diversen Gemeinden sind Grüne Mitglieder in den Exekutiven, in Lausanne, Basel, Bern oder Liestal stellten oder stellen die Grünen das Stadtpräsidium.

### Kantonale Wahlergebnisse
| Jahr | National- rat | Kantonsparlamente | Kantonsparlamente | Kantonsparlamente | Kantonsparlamente | Kantonsparlamente | Kantonsparlamente | Kantonsparlamente | Kantonsparlamente | Kantonsparlamente | Kantonsparlamente | Kantonsparlamente | Kantonsparlamente | Kantonsparlamente | Kantonsparlamente | Kantonsparlamente | Kantonsparlamente | Kantonsparlamente | Kantonsparlamente | Kantonsparlamente | Kantonsparlamente | Kantonsparlamente | Kantonsparlamente | Kantonsparlamente | Kantonsparlamente | Kantonsparlamente | Kantonsparlamente |
| Jahr | National- rat | ZH                | BE                | LU                | UR                | SZ                | OW                | NW                | GL                | ZG                | FR                | SO                | BS                | BL                | SH                | AR                | AI                | SG                | GR                | AG                | TG                | TI                | VD                | VS                | NE                | GE                | JU                |
| --- | ------------- | ----------------- | ----------------- | ----------------- | ----------------- | ----------------- | ----------------- | ----------------- | ----------------- | ----------------- | ----------------- | ----------------- | ----------------- | ----------------- | ----------------- | ----------------- | ----------------- | ----------------- | ----------------- | ----------------- | ----------------- | ----------------- | ----------------- | ----------------- | ----------------- | ----------------- | ----------------- |
| 2007 | 9,6           | 10,4              |                   | 7,3               |                   |                   |                   |                   |                   |                   |                   |                   |                   | 12,0              |                   | *                 | *                 |                   |                   |                   |                   | 4,1               | 15,9              |                   |                   |                   |                   |
| 2008 |               |                   |                   |                   | 3,0               | 0,8               |                   |                   |                   |                   |                   |                   | 13,0              |                   | 8,3               |                   |                   | 5,1               |                   |                   | 9,0               |                   |                   |                   |                   |                   |                   |
| 2009 |               |                   |                   |                   |                   |                   |                   |                   |                   |                   |                   | 6,5               |                   |                   |                   |                   |                   |                   |                   | 8,9               |                   |                   |                   | 2,2               | 12,6              | 15,3              |                   |
| 2010 |               |                   | 10,1              |                   |                   |                   | n. a.             | 11,9              | 11,9              | 10,4              |                   |                   |                   |                   |                   |                   |                   |                   | *                 |                   |                   |                   |                   |                   |                   |                   | 8,3               |
| 2011 | 8,4           | 10,6              |                   | 8,7               |                   |                   |                   |                   |                   |                   | 3,7               |                   |                   | 13,7              |                   | 0,4               | *                 |                   |                   |                   |                   | 7,6               |                   |                   |                   |                   |                   |
| 2012 |               |                   |                   |                   | 3,9               | 0,2               |                   |                   |                   |                   |                   |                   | 11,8              |                   | 7,4               |                   |                   | 6,0               |                   | 7,4               | 7,7               |                   | 12,6              |                   |                   |                   |                   |
| 2013 |               |                   |                   |                   |                   |                   |                   |                   |                   |                   |                   | 7,7               |                   |                   |                   |                   |                   |                   |                   |                   |                   |                   |                   | 3,3               | 11,2              | 9,2               |                   |
| 2014 |               |                   | 10,1              |                   |                   |                   | n. a.             | 12,8              | 11,4              | 11,6              |                   |                   |                   |                   |                   |                   |                   |                   | *                 |                   |                   |                   |                   |                   |                   |                   |                   |
| 2015 | 7,1           | 7,2               |                   | 6,7               |                   |                   |                   |                   |                   |                   |                   |                   |                   | 9,6               |                   | n. a.             | *                 |                   |                   |                   |                   | 6,0               |                   |                   |                   |                   | 7,7               |
| 2016 |               |                   |                   |                   | 2,4               | 0,8               |                   |                   |                   |                   | 4,5               |                   | 13,4              |                   | 3,9               |                   |                   | 5,2               |                   | 7,1               | 7,4               |                   |                   |                   |                   |                   |                   |
| 2017 |               |                   |                   |                   |                   |                   |                   |                   |                   |                   |                   | 7,5               |                   |                   |                   |                   |                   |                   |                   |                   |                   |                   | 13,8              | 6,9               | 14,9              |                   |                   |
| 2018 |               |                   | 10,1              |                   |                   |                   | n. a.             | 13,4              | 12,4              | 12,7              |                   |                   |                   |                   |                   |                   |                   |                   | *                 |                   |                   |                   |                   |                   |                   | 13,2              |                   |
| 2019 | 13,2          | 11,9              |                   | 11,7              |                   |                   |                   |                   |                   |                   |                   |                   |                   | 15,2              |                   | n. a.             | *                 |                   |                   |                   |                   | 6,3               |                   |                   |                   |                   |                   |
| 2020 |               |                   |                   |                   | 2,9               | 1,0               |                   |                   |                   |                   |                   |                   | 16,6              |                   | 8,9               |                   |                   | 7,9               |                   | 9,8               | 10,1              |                   |                   |                   |                   |                   | 11,5              |
| 2021 |               |                   |                   |                   |                   |                   |                   |                   |                   |                   | 11,3              | 10,2              |                   |                   |                   |                   |                   |                   |                   |                   |                   |                   |                   | 9,5               | 18,3              |                   |                   |
| 2022 |               |                   | 12,7              |                   |                   |                   | n. a.             | 11,2              | 13,7              | 13,0              |                   |                   |                   |                   |                   |                   |                   |                   | 3,6               |                   |                   |                   | 15,3              |                   |                   |                   |                   |
| 2023 | 9,8           | 10,4              |                   | 10,2              |                   |                   |                   |                   |                   |                   |                   |                   |                   | 12,5              |                   | n. a.             | *                 |                   |                   |                   |                   | 5,4               |                   |                   |                   | 12,9              |                   |
| 2024 |               |                   |                   |                   | 5,0               | 1,3               |                   |                   |                   |                   |                   |                   | 17,7              |                   | 6,1               |                   |                   | 6,8               |                   | 7,4               | 8,8               |                   |                   |                   |                   |                   |                   |
| 2025 |               |                   |                   |                   |                   |                   |                   |                   |                   |                   |                   | …                 |                   |                   |                   |                   |                   |                   |                   |                   |                   |                   |                   | …                 | …                 |                   | …                 |
| Legende: * – Landsgemeinde oder Majorzwahlen/Gemeindeversammlungen in mehreren/allen Wahlkreisen; … – zuk. Wahlen im laufenden Jahr; kursiv – Einzug ins Parlament verpasst; n. a. – nicht angetreten; Wahlergebnisse in Prozent; Quelle: |               |                   |                   |                   |                   |                   |                   |                   |                   |                   |                   |                   |                   |                   |                   |                   |                   |                   |                   |                   |                   |                   |                   |                   |                   |                   |                   |

## Geschichte

### Ursprünge
Die Schweizer Grünen haben zwei verschiedene Ursprünge:
- die ökologischen Bewegungen, deren Hauptprogramm der Schutz der Natur war und die sowohl linke wie bürgerliche Anhänger hatten und eher auf dem Land erfolgreich waren. Die ersten regionalen Grünen Parteien in der Westschweiz sind dieser Kategorie zuzuordnen.

- die Alternativen, welche aus der 68er-Bewegung hervorgegangen waren, stark linke Positionen vertraten und vor allem in den Städten erfolgreich waren. Deren wichtigste Parteien waren die «Progressiven Organisationen der Schweiz» (POCH) sowie die Sozialistische Arbeiterpartei (SAP).

### Entstehung
| Wahl                              | Wähleranteil | Nationalrat | Ständerat |
| --------------------------------- | ------------ | ----------- | --------- |
| 1975 1                            | 0,06 %       | 0/200       | 0/44      |
| 1979 2                            | 0,63 %       | 1/200       | 0/46      |
| 1983                              | 1,89 %       | 3/200       | 0/46      |
| 1987                              | 4,88 %       | 9/200       | 0/46      |
| 1991                              | 6,20 %       | 14/200      | 0/46      |
| 1995                              | 5,19 %       | 9/200       | 0/46      |
| 1999                              | 5,01 %       | 15/200      | 0/46      |
| 2003                              | 7,43 %       | 13/200      | 0/46      |
| 2007                              | 9,59 %       | 20/200      | 2/46      |
| 2011                              | 8,44 %       | 15/200      | 2/46      |
| 2015                              | 7,06 %       | 11/200      | 1/46      |
| 2019                              | 13,20 %      | 28/200      | 5/46      |
| 2023                              | 9,8 %        | 23/200      | 3/46      |
| 1 MPE Waadt 2 MPE Waadt/GP Zürich |              |             |           |

| Wahl | Wähleranteil | Nationalrat |
| --- | ------------ | ----------- |
| 1979 1 | 0,18 %       | 0/200       |
| 1983 2 | 1,02 %       | 0/200       |
| 1987 3 | 4,00 %       | 4/200       |
| 1991 4 | 1,22 %       | 0/200       |
| 1995 5 | 0,86 %       | 1/200       |
| 1 Demokratische Alternative Bern 2 Grüne Alternative Schweiz 3 Grünes Bündnis Schweiz (inkl. POCH) 4 Wahlbündnis "Die Andere Schweiz DACH" 5 Kleinere links-grüne Gruppierungen (Sitz für GB BE) |              |             |

Die erste Grüne Partei in der Schweiz wurde 1971 in Neuenburg von Gegnern eines Autobahnprojekts, die deshalb aus etablierten Parteien ausgetreten waren, gegründet. Ihr Name lautete Mouvement populaire pour l'environnement (MPE) (Volksbewegung für den Umweltschutz). Im folgenden Jahrzehnt entstanden an verschiedenen Orten der Schweiz ähnliche Parteien. Bei den Wahlen 1979 zog mit dem Waadtländer Daniel Brélaz, später Stadtpräsident von Lausanne, zum ersten Mal ein Grüner in den Nationalrat ein.
Zu einer regelrechten Gründungswelle lokaler grüner, ökologischer und alternativer Parteien kam es in den 1980er Jahren, in der die beiden oben genannten Gruppierungen zum ersten Mal als Teil einer einheitlichen «grünen» Bewegung wahrgenommen wurden. Die Unterschiede zwischen «Gurken» (Ökologie ist das Hauptprogramm, soziale Fragen eher im Hintergrund) und «Melonen» (aussen grün, innen rot: mehr sozialpolitisches und weniger ökologisches Engagement) waren allerdings immer noch beträchtlich. Diese beiden Richtungen spiegelten sich auch in den beiden 1983 gegründeten nationalen Dachorganisationen. Am 28. Mai 1983 wurde in Freiburg die «Föderation der grünen Parteien der Schweiz» (ab 1986: Grüne Partei der Schweiz, GPS) gegründet und zwei Wochen später gründeten auch die links-alternativen Grünen ihre Föderation unter dem Namen «Grüne Alternative Schweiz» (GRAS, später Grünes Bündnis der Schweiz, GBS). Diese beiden Gruppierungen konkurrierten in den 1980er Jahren. Bei den Wahlen 1987 wurde die GPS zur fünftgrössten Partei und grössten Nichtregierungspartei. Mit neun Sitzen im Nationalrat konnte sie erstmals eine Grüne Fraktion bilden.
Im Mai 1990 scheiterten Fusionsgespräche zwischen beiden grünen Organisationen. Bereits zuvor waren einzelne Kantonalverbände der GBS zur GPS übergetreten, dann folgten weitere. Auch die meisten verbliebenen Grün-Alternativen schlossen sich der GPS an. Das Grüne Bündnis Schweiz stand vor der Auflösung.
Im September 1993 änderte die Partei ihren Namen in «Grüne – Grüne Partei der Schweiz». Aufgrund dieser Entstehungsgeschichte erklären sich die teilweise abweichenden Namen der Grünen Kantonalparteien.

### Die 1990er Jahre
Bei den Schweizer Parlamentswahlen 1991 erreichten die Grünen ihr bis zu diesem Zeitpunkt bestes Ergebnis mit einem Stimmenanteil von 6,1 % und 14 Sitzen im Nationalrat. Auf diesen Erfolg folgte allerdings eine längere Krise, die 1992 mit der Abstimmung über den EWR begann, welche die Schweiz, aber auch die Grüne Partei spaltete. Wie später auch bei der Volksabstimmung bildete sich innerhalb der Partei ein Röstigraben: Die Mehrheit der Deutschschweizer Grünen befürchteten negative ökologische Konsequenzen und weniger Mitbestimmungsrechte für das Volk, während die Grünen in der französischsprachigen Schweiz die Mängel (aus grüner Sicht) akzeptierten, weil ihnen die Annäherung an die EU wichtiger war. In den auf die EWR-Abstimmung folgenden Diskussionen sprach sich die Mehrheit der Grünen für einen Beitritt der Schweiz zur EU aus.
Mit der EWR-Abstimmung zeichnete sich eine Verlagerung des Schwerpunktes in den politischen Debatten ab: Ökologische Themen kamen aus der Mode, dafür prägten die Europafrage und soziale Probleme (bedingt durch die damalige Rezession) das Bild. Die Folge dieser Entwicklung war die Wahlniederlage von 1995 (Stimmenanteil von 5,0 % und 8 Sitze im Nationalrat), nach der die Partei von vielen Beobachtern, darunter auch dem damaligen SP-Präsidenten Peter Bodenmann (dessen Partei zu den Wahlgewinnern zählte), totgesagt wurde. Ende der 1990er Jahre stabilisierte sich der Wähleranteil der Grünen, bei den Nationalratswahlen 1999 blieb ihr Stimmenanteil stabil, und sie konnten sogar einen Sitz hinzugewinnen.

### Die 2000er Jahre
Bei der Bundesratswahl 2000 versuchten die Grünen erfolglos, mit der Kandidatur von Cécile Bühlmann, einen Bundesratssitz zu erobern. Bei den Schweizer Parlamentswahlen 2003 legten die Grünen stark zu und erreichten 7,6 Prozent; mit 13 Sitzen erlangten sie nur einen Sitz weniger als im Rekordjahr 1991. In den Medien wurde häufig der vorangegangene Hitzesommer für diesen Erfolg verantwortlich gemacht.
Von 2001 bis 2003 wurden die Grünen von Patrice Mugny und Ruth Genner gemeinschaftlich präsidiert, von 2004 bis 2008 war Ruth Genner alleinige Präsidentin, Vizepräsident war der Genfer Nationalrat Ueli Leuenberger. Von April 2008 bis April 2012 war Ueli Leuenberger Präsident, Franziska Teuscher und Aline Trede teilten sich das Vizepräsidium.
Die vier Jahre zwischen 2003 und 2007 waren von starken Gewinnen der Grünen in kantonalen und kommunalen Wahlen geprägt, in deren Verlauf die Grünen ihre Sitze in kantonalen Regierungen mehr als verdoppeln konnten. Die Abspaltung der Grünliberalen in zwei Kantonen trübte dieses Bild anfangs nur wenig.
Diese Entwicklung fand bei den Schweizer Parlamentswahlen 2007 ihren vorläufigen Höhepunkt. Die Grünen bauten ihren Stimmenanteil auf 9,6 % aus und erreichten das beste Resultat ihrer Geschichte; sie steigerten im Nationalrat ihre Sitzanzahl auf 20. Dieses Resultat, zu welchem die damals besonds intensiv geführte Klimadiskussion beigetragen hatte, stellt das beste Ergebnis einer «kleinen» (nicht zu den gegenwärtigen Bundesratsparteien gehörenden) Partei seit Einführung des Proporzwahlrechts im Jahr 1919 dar. Bei diesen Wahlen gelang den Grünen auch der erstmalige Einzug in den Ständerat, dies gleich mit zwei Sitzen in den Kantonen Waadt und Genf.

### Ab 2010

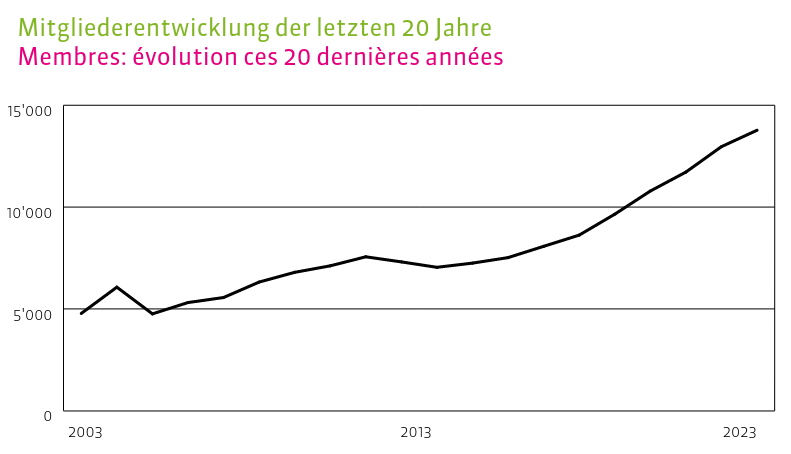
Entwicklung Mitgliederzahl der Schweizer Grünen 2003–2023

Trotz Fukushima-Katastrophe im März 2011 schafften es die Grünen nicht, ihre Sitze an den Schweizer Parlamentswahlen von 2011 zu halten. Der Wähleranteil ging auf 8,4 Prozent zurück, die Sitzzahl verringerte sich auf 15 Mandate im Nationalrat. Die zwei Ständeräte Robert Cramer und Luc Recordon verteidigten ihre Sitze.
Von April 2012 bis April 2016 bestand das Präsidium aus einem Co-Präsidium mit der Waadtländerin Adèle Thorens und der Bernerin Regula Rytz. Das neu vierköpfige Vize-Präsidium setzte sich aus Josef Lang, Bastien Girod, Robert Cramer und Irène Kälin zusammen. Im April 2014 folgte Luca Maggi auf Irène Kälin.
Im Jahr 2014 änderte die Partei ihren Namen in «GRÜNE Schweiz». Der französische Parteiname wurde 2021 in «les VERT·E·S suisses» geändert.
Bei den Wahlen 2015 blieben die Grünen die fünftgrösste Partei, nun mit 7,1 Prozent Wähleranteile. Im Ständerat verloren sie ihren Waadtländer Sitz und blieben nur noch mit einem Sitz vertreten. Die Grüne Bundeshausfraktion nahm mit Denis de la Reussille einen Vertreter der Neuenburger Partei der Arbeit auf. Somit war die Fraktion der Grünen 13 Mitglieder stark. Mit Lisa Mazzone zog eine Grüne als Jüngste des Parlaments in den Nationalrat ein. Mit der Baslerin Sibel Arslan war erstmals eine Schweizerin kurdischer Herkunft im Parlament vertreten. Daniel Brélaz schaffte zum dritten Mal die Wahl in den Nationalrat.
Am 16. April 2016 trat Adèle Thorens als Co-Präsidentin zurück. Regula Rytz präsidiert fortan die Partei allein. Am 5. Mai 2018 bestätigten die grünen Delegierten Regula Rytz als Präsidentin und wählten ein neues Vizepräsidium.
Im Verlauf des Jahres 2016 kamen zwei Eidgenössische Volksinitiativen zur Abstimmung, die die Grünen lanciert hatten. Es handelte sich um die Volksinitiative «Für eine nachhaltige und ressourceneffiziente Wirtschaft (Grüne Wirtschaft)» sowie die Volksinitiative «Für den geordneten Ausstieg aus der Atomenergie (Atomausstiegsinitiative)». Beide wurden von Volk und Ständen abgelehnt. Die Grünen initiierten ausserdem die Fair-Food-Initiative, welche 2018 von Volk und Ständen abgelehnt wurde.

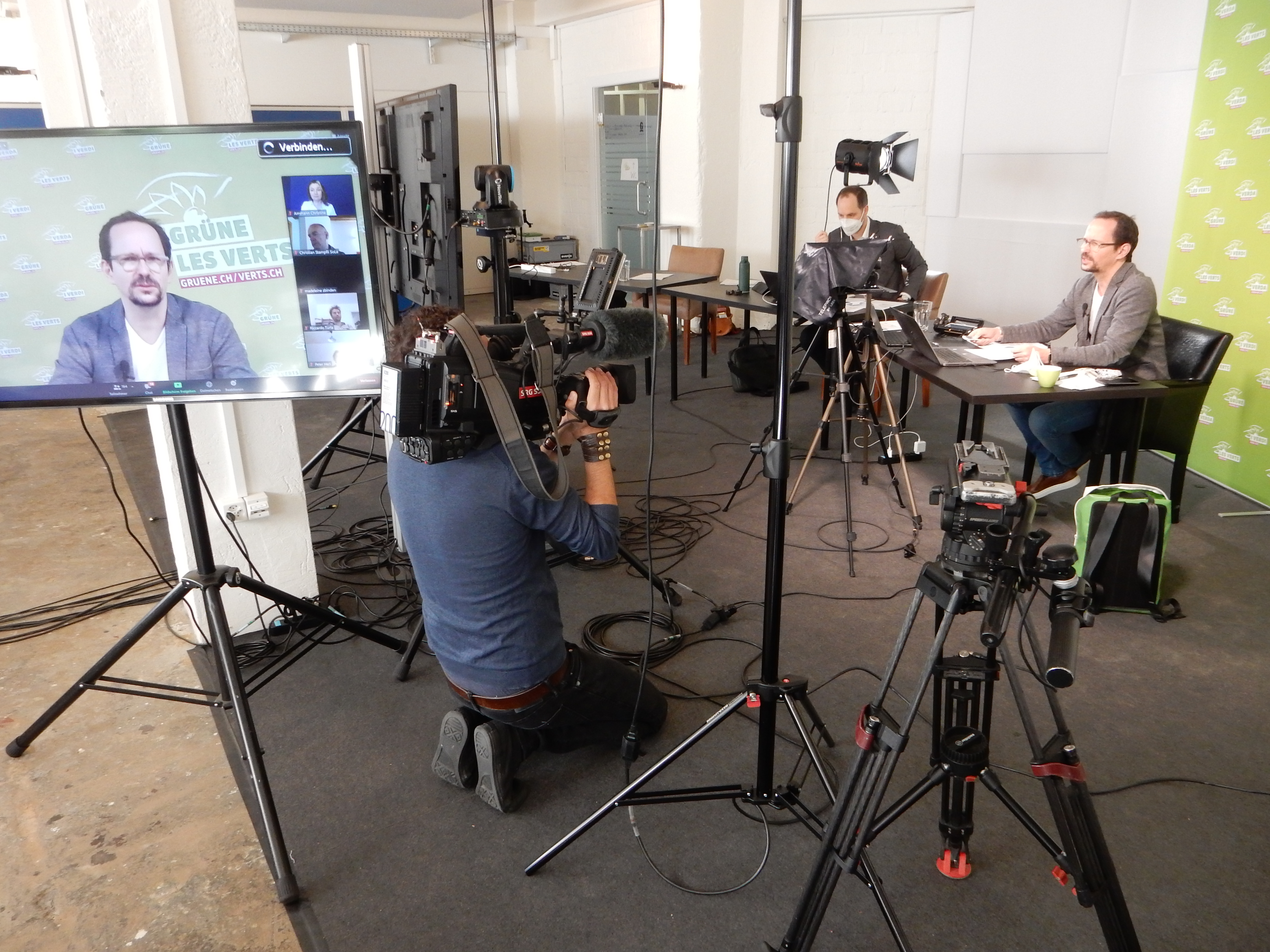
Wegen Covid-19 digital durchgeführte Delegiertenversammlung (März 2021)

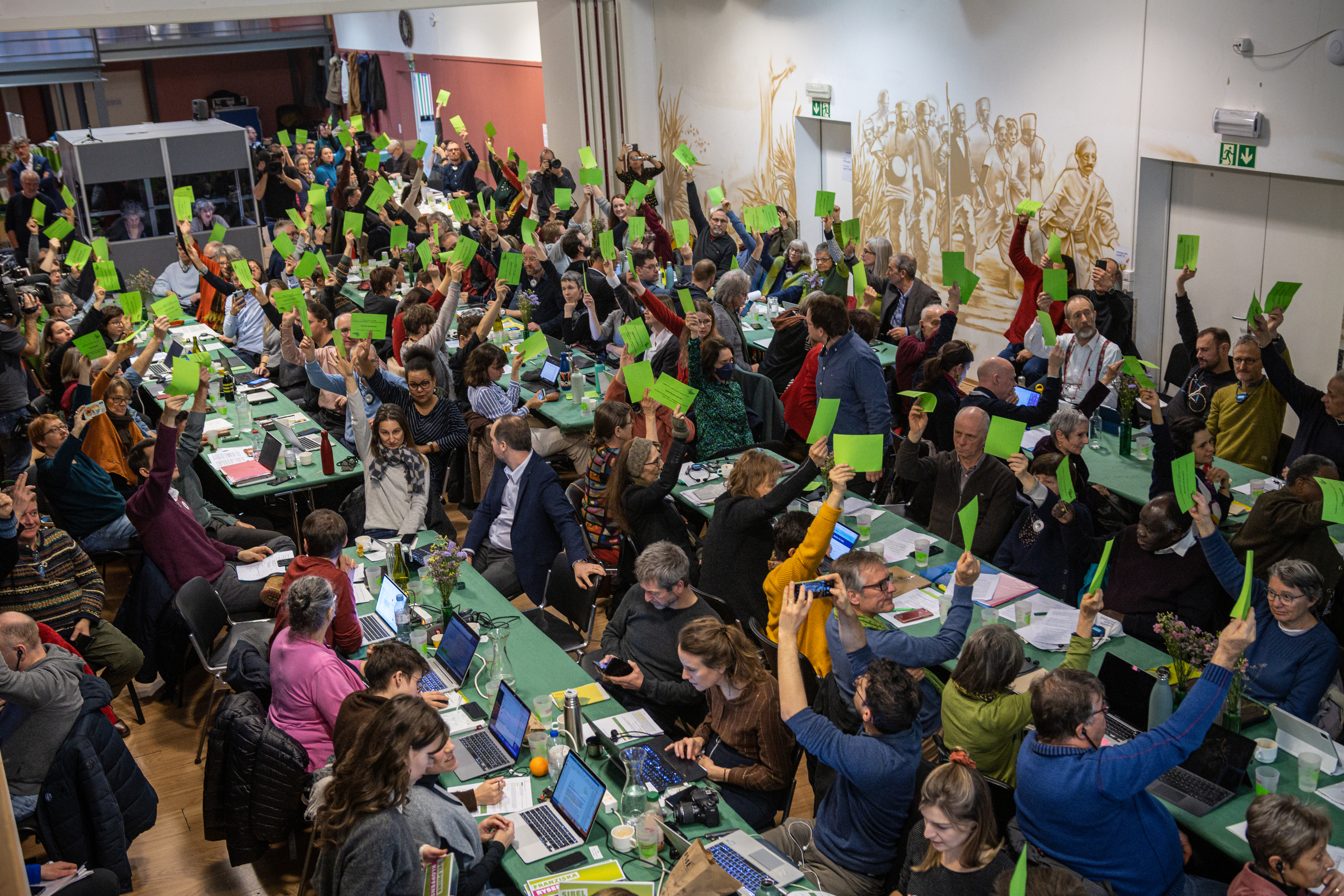
Delegiertenversammlung der Grünen in Genf (Januar 2023)

Bei den Eidgenössischen Wahlen 2019 gewannen die Grünen massiv hinzu. Sie steigerten ihren Wähleranteil um 6,1 % auf 13,2 % und gewann 17 Nationalratssitze hinzu, so dass sie in der 51. Legislaturperiode der Schweizer Bundesversammlung durch insgesamt 28 Nationalrätinnen und Nationalräte vertreten sein werden. Die Grünen wurden somit, gemessen am nationalen Wähleranteil, erstmals zur viertgrössten Partei. Im Ständerat wurden fünf Grüne gewählt, womit der Partei ein historischer Durchbruch in der kleinen Kammer gelang. Als Reaktion auf die Ergebnisse der Eidgenössischen Wahlen 2019 forderte die Parteipräsidentin Regula Rytz, dass sich das Wahlergebnis in der Verteilung der Bundesratssitze widerspiegle. Die Grünen strebten den Sitz des FDP-Bundesrates Ignazio Cassis an und nominierten die Parteivorsitzende Regula Rytz als Bundesrats-Kandidatin. Bei der Bundesratswahl 2019 scheiterte Regula Rytz deutlich.
Die Grünen unterstützen weiterhin viele Referenden und Volksinitiativen und sind oft in den Initiativkomitees vertreten. Einige Beispiele sind das Referendum gegen die Beschaffung des Gripen, die Korrektur-Initiative, die Gletscher-Initiative sowie die Konzernverantwortungsinitiative und die Transparenz-Initiative.
Im Frühjahr 2020 forderten die Grünen die Amtsenthebung von Bundesanwalt Michael Lauber. Am 20. Juni 2020 gab Regula Rytz aufgrund der Amtszeitbeschränkung bei den Grünen Schweiz das Präsidium ab. Zu ihrem Nachfolger wurde Balthasar Glättli gewählt.
An der Delegiertenversammlung vom 23. Januar 2021 haben die Grünen den Klimaplan angenommen, welcher vorsieht, dass die Schweiz bis 2030 klimaneutral und ab spätestens 2040 klimapositiv ist. Zur Erreichung dieser Ziele wird u. a. ein Verbot für neue mit fossilen Brennstoffen betriebenen Fahrzeugen und Erdölheizungen ab 2025 gefordert.
Nach dem Verlust bei den Schweizer Parlamentswahlen 2023 gab Glättli seinen Rücktritt auf April 2024 bekannt. Die Delegierten der Grünen haben an ihrer Versammlung vom 6. April 2024 Lisa Mazzone zu seiner Nachfolgerin gewählt.